# Sidney, Montana
Sidney är administrativ huvudort i Richland County i Montana. Orten fick sitt namn efter Sidney Walters.

## Kända personer från Sidney
- Chuck Stevenson, racerförare